# نيقولاس هاردينغ
نيقولاس هاردينغ (بالإنجليزية: Nicholas Harding)‏ هو رسام أسترالي، ولد في 1956 في لندن في المملكة المتحدة.

## وصلات خارجية
- الموقع الرسمي